# Trichothurgus shajovskoyi
Trichothurgus shajovskoyi là một loài Hymenoptera trong họ Megachilidae. Loài này được Ogloblin mô tả khoa học năm 1957.